# Mecistogaster ornata
Mecistogaster ornata – gatunek ważki z rodziny łątkowatych (Coenagrionidae). Występuje w Meksyku, Ameryce Środkowej i Południowej, na południu aż po północno-zachodnią Argentynę.